# Massacre de Tulsa
Ne doit pas être confondu avec Massacre de Tuzla.
Le massacre de Tulsa (en anglais : Tulsa race massacre), anciennement nommé émeute raciale de Tulsa, est un massacre de masse  qui se déroula dans le quartier de Greenwood à Tulsa dans l'Oklahoma entre le 30 mai et le 1er juin 1921. Une foule de Blancs américains attaquèrent les habitants et les entreprises de la communauté afro-américaine de Tulsa dans ce qui est considéré comme l'un des pires déchaînements de violence meurtrière contre les Afro-Américains dans l'histoire des États-Unis.
Les estimations étaient de 45 morts selon les statistiques officielles de 1921[réf. non conforme] (36 Afro-Américains et 9 Blancs) et de 100 à 300 morts selon le rapport final de 2001 de la Commission d'Oklahoma sur les émeutes de Tulsa,. La Croix-Rouge refuse de donner un chiffre officiel. Les émeutes firent en outre huit mille sans-abri en raison des incendies provoqués par les émeutiers,. L'émeute, menée au sol et par les airs, détruisit plus de 40 blocks du district, dont en grande partie la « Black Wall Street (en) », animée par une bourgeoisie afro-américaine dynamique et florissante. Plus de 800 personnes furent admises à l'hôpital et plus de 6 000 résidents afro-américains arrêtés et détenus, nombre d'entre eux pendant plusieurs jours et plus de 10 000 Afro-Américains se retrouvèrent sans abri,.

## Événements
L’émeute débuta le week-end du Memorial Day à proximité de l'immeuble Drexel après que Dick Rowland, un cireur de chaussures afro-américain, âgé de 19 ans, a pénétré dans l'ascenseur d'un immeuble abritant les seules toilettes du quartier autorisées aux Afro-Américains et a trébuché par mégarde contre Sarah Page,, l'opératrice blanche de l'ascenseur, âgée de 17 ans. Après sa mise en détention, des rumeurs coururent dans la communauté afro-américaine selon lesquelles il risquait d'être lynché.
Un groupe d'hommes afro-américains armés se précipita au poste de police où le jeune suspect était détenu pour empêcher son lynchage, alors qu'une foule blanche s'était aussi rassemblée. Une confrontation s'engagea entre Afro-Américains et Blancs ; des coups de feu furent tirés et douze personnes tuées, dix blancs et deux afro-américains. Alors que la nouvelle de ces morts se propageait dans la ville, la violence de la foule explosa. Des milliers de Blancs envahirent le quartier noir cette nuit-là et le lendemain, tuant hommes et femmes, incendiant et pillant des magasins et des maisons. Environ 10 000 Afro-Américains se retrouvèrent sans abri ; les dommages matériels s'élevèrent à plus de 1,5 million de dollars en biens immobiliers et à 750 000 dollars en biens personnels (respectivement 21 501 000 $ et 10 750 000 $ en dollars courants).
Certaines personnes afro-américaines ont déclaré que des policiers avaient rejoint la foule ; d'autres ont avancé que des gardes nationaux avaient tiré avec une mitrailleuse sur la communauté afro-américaine et qu'un avion avait largué des bâtons de dynamite. Dans un récit de témoin oculaire découvert en 2015, l'avocat de Greenwood, Buck Colbert Franklin, décrit l'observation d'une dizaine d'avions, qui avaient été dépêchés par la police de la ville pour larguer des boules de térébenthine en feu sur les toits de Greenwood.
Beaucoup de survivants quittèrent Tulsa. Les résidents afro-américains et blancs restés dans la ville demeurèrent silencieux pendant des décennies sur la terreur, la violence et les pertes liées à cet événement. L’émeute fut en grande partie omise des histoires locales, étatiques et nationales : l’émeute raciale de Tulsa de 1921 a rarement été mentionnée dans les livres d’histoire, dans les salles de classe ou même en privé.
En 1996, soixante-quinze ans après l’émeute et le nombre de survivants en diminution, un groupe bipartisan de la législature de l’État autorisa la formation de la Commission de l’Oklahoma chargée d’étudier l’émeute de Tulsa en 1921. Des membres furent nommés pour enquêter sur les événements, réaliser des entretiens avec les survivants, entendre le témoignage du public et préparer un rapport circonstancié. Le processus visait à sensibiliser le public à ces événements. Le rapport final de la Commission, publié en 2001, indique que la Ville avait conspiré avec la foule de citoyens blancs contre la communauté afro-américaine de Tulsa et recommande à ce titre la mise en place d'un programme de réparation pour les survivants et leurs descendants.
L'État a adopté une loi visant à créer des bourses pour les descendants des survivants, à encourager le développement économique de Greenwood et à créer un parc commémoratif à Tulsa pour les victimes des émeutes. Le parc a été inauguré en 2010.

## Contexte historique
À la création de l’État d’Oklahoma, le 16 novembre 1907, l'instauration des lois sur la ségrégation raciale, communément appelées les lois Jim Crow, a été immédiate,. Bien que la population afro-américaine ait acquis la citoyenneté américaine en 1868 avec le Quatorzième amendement et le droit de vote masculin en 1870 avec le Quinzième amendement de la Constitution des États-Unis, le début du XXe siècle voit les lynchages contre les Afro-Américains se multiplier. Les États ségrégationnistes du Sud renforçaient leurs politiques raciales par des lois destinées à empêcher les Noirs de voter et d'occuper toute fonction publique, affirmant par là même leur volonté de maintenir la suprématie blanche.
Le contexte historique de l’Amérique durant les années 1920 était particulièrement tendu, avec une ségrégation raciale toujours fortement marquée. Les tensions raciales se sont encore exacerbées avec la renaissance du mouvement terroriste et suprémaciste blanc, le Ku Klux Klan,. Le Klan connut pendant cette période une croissance considérable avec plus de deux millions de membres. 
De plus, le retour de nombreux soldats à la vie civile après la victoire de 1918 au terme du conflit mondial provoqua de nombreuses tensions sociales et raciales pour l'obtention des emplois par ailleurs mal payés, la communauté afro-américaine revendiquant désormais les mêmes droits que ceux de la communauté blanche, au regard de son sacrifice et de ses efforts consentis durant la guerre. En 1919, cela donna naissance à une période surnommée « L’Été Rouge » (The Red Summer) en référence au terme utilisé par l’écrivain et secrétaire général de la NAACP James Weldon Johnson,,. Durant cette période, de nombreuses villes industrielles du nord du Midwest américain subirent de violentes révoltes raciales, majoritairement à l’encontre des Afro-Américains et orchestrées par des groupuscules de Blancs. Souvent en sous-effectif, les Afro-Américains se défendirent par la force comme à Chicago.
À cette époque, la communauté afro-américaine était relativement importante à Tulsa dans le quartier de Greenwood ainsi nommé par Booker T. Washington en 1905 lors de sa tournée dans les territoires indiens, en Arkansas et en Oklahoma. Une partie de la communauté noire constituée d'hommes d'affaires riches, éduqués et professionnels y avait créé ses propres entreprises et développé ses propres services comprenant entre autres des épiceries, deux journaux, deux cinémas, des dancings, plusieurs églises. Des professionnels noirs de santé comme des dentistes, des médecins s'occupaient du bien-être de la communauté. Des avocats et les membres du clergé s'affairaient également pour leurs pairs. Le quartier de Greenwood fut si prospère économiquement qu’il fut surnommé à l'époque le « Negro Wall Street » par ses détracteurs et nommé « Black Wall Street » par tous ceux qui saluèrent l'effort et la leçon donnée. Une économie afro-américaine en plein essor favorisant l'émergence d'une classe sociale moyenne afro-américaine voire supérieure et l’avènement de « Black Wall Street » sont autant de faits qui ont suscité les fortes tensions sociales et raciales dont l'émeute de 1921 est le point culminant,,.

## Commission sur le massacre de Tulsa
En 1996, à l’approche du 75e anniversaire de cet événement, l’État autorisa une commission d’investigation située en Oklahoma à enquêter sur l’émeute raciale de Tulsa. Dans ce but, la commission chargea plusieurs personnes d’étudier et préparer un rapport détaillant les comptes rendus historiques de l’émeute. Cette autorisation d’enquête a « suscité un grand appui des membres des deux partis politiques et de toutes tendances politiques ». La commission était originellement appelée la « Oklahoma Commission to Study the Tulsa Race Riot of 1921 / Commission d'enquête sur l’émeute raciale de Tulsa », mais en novembre 2018 le nom a officiellement été changé pour « la Commission du massacre de Tulsa ».
En plus de diriger des interviews et d’entendre des témoignages, la commission a mis en place une fouille archéologique non invasive du parc de Newblock (en), du cimetière de Oaklawn[Lequel ?], et du cimetière Booker T. Washington qui ont été identifiés comme possibles lieux de fosses communes pour les victimes noires de ces violences.
La documentation suggérait que les Blancs auraient enterré les Afro-Américains dans les deux premiers lieux. Il est dit que la communauté afro-américaine a enterré ses victimes dans le troisième lieu une fois l’émeute terminée. Les personnes enterrées au cimetière de Booker T. Washington, qui est réservé aux personnes de couleur noire, étaient probablement celles qui étaient mortes des suites de leurs blessures après la fin de l’émeute car il s’agissait du cimetière le plus éloigné de la ville. 
Des investigations dans les trois fosses communes possibles ont été organisées en 1997 et en 1998. Bien que la totalité des lieux ne puisse pas être prise en compte, des données préliminaires suggèrent qu’il n’y avait pas de fosses communes dans ces lieux. En 1999, un témoin oculaire qui aurait vu des Blancs enterrer des Afro-Américains au cimetière d’Oaklawn a été retrouvé. Une équipe a enquêté la zone potentielle avec plus d’équipements. 
La commission a rendu son rapport final le 21 février 2001.
En plus de la documentation minutieuse des causes et des dommages de cette émeute, le rapport a recommandé d’entreprendre des actions pour dédommager la communauté afro-américaine. Cités ci-dessous par ordre de priorité : 
- le dédommagement financier immédiat des survivants (des émeutes raciales de Tulsa de 1921) ;
- le dédommagement financier immédiat des descendants des survivants (des émeutes raciales de Tulsa de 1921) ;
- une bourse de scolarité disponible pour tous les étudiants affectés par les émeutes raciales de Tulsa ;
- la mise en place d’une zone d’entreprise pour le centre de développement économique du quartier historique de Greenwood ;
- un mémorial pour le ré-enterrement des dépouilles des victimes du soulèvement ;
- comme le suggérait la commission d’Oklahoma, la coalition des réparations[pas clair] de Tulsa, financée par le Centre pour la justice raciale a été créée le 7 avril 2001 pour obtenir réparation des dommages subis par la communauté afro-américaine de Tulsa.

En juin 2001, l’État fédéral d’Oklahoma a adopté une loi intitulée « 1921 Tulsa Race Riot Reconciliation Act ». Cette loi est apparue moins ambitieuse que les recommandations de la Commission. Elle accordait, :
- Plus de 300 bourses d’études supérieures pour les descendants des résidents de Greenwood ;
- La création d’un mémorial en souvenir de ceux qui sont morts dans les émeutes. Le 27 octobre 2011, un parc avec statues, baptisé « Parc réconciliateur » de John Hope Franklin, a été inauguré en 2010 en l’honneur d’un historien afro-américain originaire de Tulsa[35] ;
- Le développement économique à Greenwood[36].

## «Black Wall Street» à présent

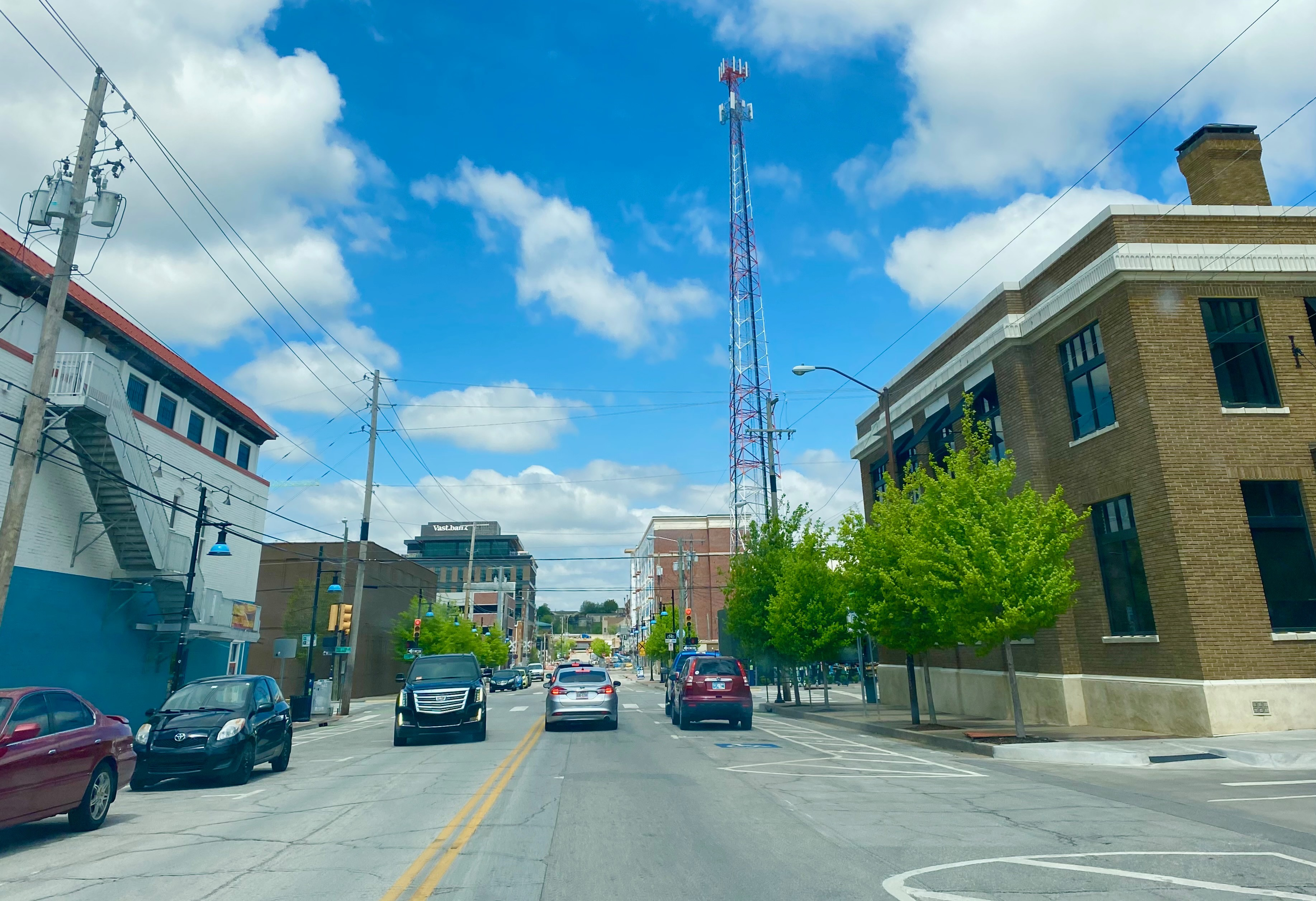
Une traversée routière à travers le quartier moderne de Greenwood (mars 2021).

« Black Wall Street » se trouve encore dans le quartier Greenwood en Tulsa, Oklahoma. Après le massacre de 1921, il s’est passé environ dix ans avant que le quartier soit reconstruit. 
Le Vernon église AME est le seul bâtiment rescapé du massacre à nos jours.
Les habitants du quartier tentent de garder la mémoire de cette tragédie. Plusieurs monuments sont préservés pour respecter l’histoire de la communauté.
Plusieurs investigations s’occupent encore du quartier en espérant qu’ils puissent retrouver des tombes et identifier plus de victimes.

## Fouilles archéologiques
En 2018, le maire de la ville G. T. Bynum (en) a ordonné la reprise des fouilles pour identifier les sites des fosses communes. Le 18 décembre 2019, les archéologues ont annoncé la découverte dans le sol de cavités pouvant abriter « une centaine de corps ».

## Dans la culture populaire
L'émeute est dépeinte dans une des premières scènes du premier épisode de la série Watchmen, ainsi que dans l'épisode 9 de la série Lovecraft Country.